# Relativsatz in der spanischen Sprache
Die spanischen Relativsätze, oración de relativo werden durch eine Reihe von Pronomen (Relativpronomen) oder von (Relativ-)Adverbien eingeleitet. Ein Relativsatz (lateinisch relativus „sich beziehend auf etwas, bezüglich“) steht meist direkt hinter dem entsprechenden Bezugswort des Hauptsatzes. Dabei ist die Anwendung der den Relativsatz einleitenden Wörter zu einem großen Teil auch Ausdruck des Sprachstils oder ergibt sich aus dem Kontext, der individuellen Nuancierung und letztlich dem sozialen Umfeld.

## Erläuterung
Bis auf das Relativpronomen cuyo sind alle spanischen bezüglichen Fürworter Interrogativpronomen, eine Tatsache, die sie von der deutschen Sprache unterscheidet. Lediglich wird die für das Spanische übliche Setzung des Akzents, acento agudo, bei den Interrogativa weggelassen.
Allgemein zählt der Relativsatz zu der Gruppe der Nebensätze und dient in der Regel dazu, eine Eigenschaft eines Individuums anzugeben. Häufig ist der Relativsatz ein Attributsatz, der die Funktion eines Attributs im übergeordneten Satz einnimmt, das heißt durch das Relativpronomen wird der folgende Relativsatz auf ein Substantiv des übergeordneten Satzes (Hauptsatzes) bezogen. Das Bezugswort, auf das sich das Relativpronomen bezieht, wird auch Antezedens, antecedente, genannt. Ein Relativsatz kann sonst auch selbst denselben Status wie eine Substantivgruppe im Satz haben (freier Relativsatz). Daneben gibt es Sonderformen, bei denen sich der Relativsatz nicht auf ein einzelnes Wort des Hauptsatzes bezieht, sondern auf den gesamten vorausgehenden Satz. Dann erhält der Relativsatz die Funktion eines weiterführenden Nebensatzes, mit dem zumeist eine Reflexion oder ein Kommentar zum vorhergehenden Satz zum Ausdruck gebracht wird.

## Restriktiver und nichtrestriktiver Relativsatz
Man kann zunächst die Gruppe der Relativsätze in zwei Formen des Nebensatzes einteilen:
- notwendiger Relativsatz oder restriktiver Relativsatz[2], oración especificativa o restrictivo [3]
- nichtnotwendiger Relativsatz oder nichtrestriktiver Relativsatz[4], oración explicativa[5]

Beim notwendigen oder restriktiven Relativsatz sind die Ausführungen im Nebensatz für das Verständnis des Hauptsatzes unbedingt erforderlich. Sie können deshalb nicht weggelassen werden. Hier steht im Spanischen kein Komma. Diese Relativsätze werden auch ohne Pause gesprochen.
Anders beim nichtnotwendigen oder explikativen Relativsatz. Hier sind die Ausführungen für das Verständnis des Hauptsatzes nicht unbedingt erforderlich. Sie könnten weggelassen werden und benötigen im Spanischen deshalb eine Kennzeichnung durch zwei Kommata. Haben die Relativsätze zu den Hauptsätzen die Funktion eines Attributs – und das gilt für die meisten Relativsätze –, ist die Wortart, zu den sie eine nähere Bestimmung haben, meistens ein Substantiv. Dieses Substantiv nennt man Bezugswort des Relativsatzes.

## Relativpronomen
Die zur Einleitung der Nebensätze notwendigen Relativpronomen bzw. Adverbien erfüllen in der spanischen Sprache ebenso wie im Deutschen zwei Funktionen: Zum einen ersetzen sie Substantive, Adverbien, Pronomen, und zum anderen verbinden sie einen Hauptsatz mit einem Nebensatz: Sie leiten den sogenannten Relativsatz ein.
Relativpronomen im weitesten Sinne übernehmen attributive Funktionen.
Obgleich sich das Relativpronomen auf ein einzelnes oder mehrere vorausgegangene Substantive (Antezendenten) im Nominativ, Genitiv, indirektes Objekt (in der Kasusterminologie Dativ) oder direktes Objekt (in der Kasusterminologie Akkusativ) bezieht, steht es immer in der dritten Person. Beispielsweise für eine Sache: que; Nominativ que; Genitiv de que; Dativ a que; Akkusativ que.
Einteilung:
- pronombres relativos: que, el que (la que, lo que, los que, las que), cual (la cual, lo cual, los cuales, las cuales), quien (quienes)
- determinantes relativos posesivos: cuyo (cuya, cuyos, cuyas)
- adverbios relativos: cuanto (cuanta, cuantos, cuantas), cuando, donde, como.[9]

Vor den Relativpronomen können Präpositionen stehen, sobre, con, delante, enfrente usw. Anders als im Deutschen verlangen die Präpositionen keinen spezifischen Kasus. Im Spanischen müssen lediglich Numerus und Genus des Objektes, auf die sich die Präposition bezieht, angepasst werden.
Das Relativpronomen kann im Relativsatz ebenso den Platz des Subjekts oder Objekts einnehmen oder aber nach einer Präposition stehen.
Relativpronomen erfüllen in der spanischen Sprache, wie im Deutschen auch, zwei Funktionen: Zum einen ersetzen sie Substantive, Adverbien und Pronomen. Zum anderen verbinden sie einen Hauptsatz mit einem Nebensatz: Sie leiten den sogenannten Relativsatz ein. Relativsätze beziehen sich zumeist auf ein Substantiv, das man dann Bezugswort nennt. Relativpronomen übernehmen attributive Funktionen.
Ein Relativpronomen verweist aus semantischer Sicht auf einen Antezendenten, den vorderen Satzteil oder das Bezugssubjekt im Satz. Man bezeichnet also mit Antezendenten das im Satz links stehende Element, das von einem rechts stehenden Element, etwa dem Bezugswort für ein Relativpronomen, aufgerufen wird. – Beispiel:
```
 
La casa 
en la que vivo
 es mía.
 
Das Haus, in dem ich wohne, gehört mir.
```

Die Relativpronomen ersetzen funktionell Substantive, Pronomen, aber auch Adverbien und verbinden zwei Sätze, einen Haupt- und einen Nebensatz miteinander. Hierdurch können Wiederholungen und Wiederaufnahmen von Satzelementen im folgenden Satz vermieden werden.
Die Relativpronomen, die mit einem Artikel gebildet sind, haben nicht nur eine maskuline, sondern auch eine feminine und eine jeweilige Pluralform. Eine Ausnahme bildet das Neutrum lo que. Relativpronomen tragen nie einen Akzent, während morphologisch ähnlich lautende Fragepronomen oder Interrogativpronomen, pronombres interrogativos, wie etwa quién, cuál, cuánto usw., mit einem Akut-Akzent, acento agudo, versehen werden. Aber auch Interrogativpronomen können einen Nebensatz einleiten.
| Pronombres relativos, Determinante relativo posesivo, Adverbios relativos        |          |             |               |                           |                             |                                                      |
| Pronombres relativos que (der/die/das)                                           | Genus    | Nominativ   | Genitiv       | indirektes Objekt (Dativ) | direktes Objekt (Akkusativ) | Bemerkungen                                          |
| -------------------------------------------------------------------------------- | -------- | ----------- | ------------- | ------------------------- | --------------------------- | ---------------------------------------------------- |
| Singular                                                                         | maskulin | que         | de que        | a que                     | que                         | Gebrauch mit Präpositionen; informell, mehr formlos  |
| Singular                                                                         | feminin  | que         | de que        | a que                     | que                         | bei Personen, Sachen ohne Präpositionen;             |
| Plural                                                                           | maskulin | que         | de que        | a que                     | que                         |                                                      |
| Plural                                                                           | feminin  | que         | de que        | a que                     | que                         |                                                      |
| Pronombres relativos el/la/lo que (der, was / die, was / das, was)               | Genus    | Nominativ   | Genitiv       | indirektes Objekt (Dativ) | direktes Objekt (Akkusativ) |                                                      |
| Singular                                                                         | maskulin | el que      | del que       | al que                    | el que                      | Gebrauch mit Präpositionen; formell, mehr offiziell; |
| Singular                                                                         | feminin  | la que      | de la que     | a la que                  | la que                      | bei Personen mit Präpositionen;                      |
| Singular                                                                         | neutral  | lo que      | de lo que     | a lo que                  | lo que                      |                                                      |
| Plural                                                                           | maskulin | los que     | de los que    | a los que                 | los que                     |                                                      |
| Plural                                                                           | feminin  | las que     | de las que    | a las que                 | las que                     |                                                      |
| Pronombres relativos el/la/lo cual (welcher/welche/welches)                      | Genus    | Nominativ   | Genitiv       | indirektes Objekt (Dativ) | direktes Objekt (Akkusativ) |                                                      |
| Singular                                                                         | maskulin | el cual     | del cual      | al cual                   | el cual                     | Gebrauch mit Präpositionen; mehr förmlich;           |
| Singular                                                                         | feminin  | la cual     | de la cual    | a la cual                 | la cual                     | bei Personen mit Präpositionen;                      |
| Singular                                                                         | neutral  | lo cual     | de lo cual    | a lo cual                 | lo cual                     |                                                      |
| Plural                                                                           | maskulin | los cuales  | de los cuales | a los cuales              | los cuales                  |                                                      |
| Plural                                                                           | feminin  | las cuales  | de las cuales | a las cuales              | las cuales                  |                                                      |
| Pronombres relativos quien (der/die/das, welcher/welche/welches)                 | Genus    | Nominativ   | Genitiv       | indirektes Objekt (Dativ) | direktes Objekt (Akkusativ) |                                                      |
| Singular                                                                         | maskulin | quien       | de quien      | a quien                   | quien                       |                                                      |
| Singular                                                                         | feminin  | quien       | de quien      | a quien                   | quien                       | bei Personen mit Präpositionen;                      |
| Plural                                                                           | maskulin | quienes     | de quienes    | a quienes                 | quienes                     |                                                      |
| Plural                                                                           | feminin  | quienes     | de quienes    | a quienes                 | quienes                     |                                                      |
| Determinante relativo posesivo cuyo (dessen, deren)                              | Genus    | Nominativ   | Genitiv       | indirektes Objekt (Dativ) | direktes Objekt (Akkusativ) |                                                      |
| Singular                                                                         | maskulin |             | cuyo          |                           |                             |                                                      |
| Singular                                                                         | feminin  |             | cuya          |                           |                             |                                                      |
| Plural                                                                           | maskulin |             | cuyos         |                           |                             |                                                      |
| Plural                                                                           | feminin  |             | cuyas         |                           |                             |                                                      |
| Adverbios relativos cuanto/cunta (alles, was ...)                                | Genus    | Nominativ   | Genitiv       | indirektes Objekt (Dativ) | direktes Objekt (Akkusativ) |                                                      |
| Singular                                                                         | maskulin | cuanto      |               | a cuanto                  | cuanto                      |                                                      |
| Singular                                                                         | feminin  | cuanta      |               | a cuanta                  | cuanta                      |                                                      |
| Singular                                                                         | neutral  | cuanto      |               | a cuanto                  | cuanto                      |                                                      |
| Plural                                                                           | maskulin | cuantos     |               | a cuantos                 | cuantos                     |                                                      |
| Plural                                                                           | feminin  | cuantas     |               | a cuantas                 | cuantas                     |                                                      |
| Preposición (a, de, en, por, acerca de, con) + Pronombres relativos el/la/lo que | Genus    | Nominativ   | Genitiv       | indirektes Objekt (Dativ) | direktes Objekt (Akkusativ) |                                                      |
| Singular                                                                         | maskulin | con el que  |               |                           |                             |                                                      |
| Singular                                                                         | feminin  | con la que  |               |                           |                             |                                                      |
| Singular                                                                         | neutral  | con lo que  |               |                           |                             |                                                      |
| Plural                                                                           | maskulin | con los que |               |                           |                             |                                                      |
| Plural                                                                           | feminin  | con las que |               |                           |                             |                                                      |

### Que
Que hat den Charakter eines Universalrelativpronomens und lässt sich im Deutschen mit der, die, das wiedergeben. Eingesetzt bezüglich von Personen und Gegenstände, Sachen oder Dingen; es setzt ein unmittelbar vorangehendes Substantiv voraus. Zumeist verwendet wenn keine Präposition vorhanden ist oder aber wenn nur kurze, einsilbige Verhältniswörter oder Vorwörter verwendet wurden.
Alternativen zu que sind allein el cual oder quien/quienes in kommentierenden Relativsätzen, ebenso die Relativpronomen zu den Indefinitpronomen todo und todos. – Beispiele mit que:
```
 
Un idioma que hablan 400 millones
 
Eine Sprache, die 400 Millionen sprechen;

 
La guerra que perdimos
 
Der Krieg, den wir verloren;

 
Eso que ves allá arriba
 
Das, was du da oben siehst;

 
Varios señores que conversaban en inglés
 
Mehrere Herren, die sich auf Englisch unterhielten;

 
Sus piezas de teatro, que aún no han sido publicadas
 
Seine Theaterstücke, die noch nicht veröffentlicht worden sind.
```

- que wird häufig nach den Präpositionen de, en und con gebraucht. – Beispiele:

```
 
La taquilla a la que nos dirigimos
 
Der Schalter, zu dem wir gingen;

 
Los libros con los que aprendí español
 
Die Bücher, mit denen ich Spanisch lernte.
```

- Wenn das Beziehungswort ein Raumausdruck ist, wird häufig donde statt Präposition + que gebraucht. – Beispiel:

```
 
El lugar donde estuvo el Edén
 
Der Ort, an dem sich der Garten Eden befand.
```

- Wenn das Beziehungswort ein Zeitausdruck ist, wird en que oder que gebraucht. – Beispiele:

```
 
Ese fue el día en el que todos fuimos americanos
 
Das war der Tag, an dem wir alle Amerikaner waren;

 
Ahora que estamos solos
 
Jetzt, da wir allein sind
```

- Für 'die Art und Weise, wie' steht im Spanischen am häufigsten el modo / la manera / la forma en que. – Beispiele:

```
 
Ya nadie habla del modo en que se hizo del puesto
 
Niemand spricht mehr über die Art und Weise, wie er riss an sich die Stelle;

 
Está preocupada por la manera en que la miran
 
Sie ist darüber besorgt, wie sie gesehen wird

 
Es vergonzosa la forma en la que nos trataron
 
Es ist beschämend, wie sie uns behandelten.
```

### El que
el que, la que, los que, las que sind Pronomen der Verallgemeinerung oder des hinweisenden Bezugs, sie lassen sich mit welcher, welche wiedergeben. Es bezieht sich auf Personen oder Gegenstände, mit oder ohne vorangehendes Substantiv. Zumeist nach Präpositionen por, de, para und speziell nach mehrsilbigen Verhältniswörter gebraucht. In den nicht notwendigen oder nichtrestriktiven Relativsätzen kann es zur Verdeutlichung, etwa dem Geschlecht des Bezugswortes anstelle von que oder quien eingesetzt werden. – Beispiele:
```
 
El que espera, desespera
 
Wer wartet, verzweifelt;

 
los que partieron ayer
 
die(jenigen, die) gestern abreisten;

 
Su hermana es la que está sentada a su lado
 
Seine Schwester ist die, die neben ihm sitzt.
```

- el que, la que, los que, las que stehen nach Präpositionen. – Beispiele:

```
 
Un privilegio al que no quiere renunciar
 
Ein Privileg, auf das er nicht verzichten will;

 
Decisiones de las que depende nuestro futuro
 
Entscheidungen, von denen unsere Zukunft abhängt.
```

#### A+el queals direktes Objekt
Bei einem persönlichen oder belebten Beziehungswort wird als direktes Objekt (in der Kasusterminologie Akkusativobjekt) a + el que, also al que gebraucht. Gilt auch für la que, los que, las que. – Beispiele:
```
 
El terrorista al que querían eliminar
 
Der Terrorist, den man beseitigen wollte;

 
Tres perritos a los que se logró rescatar
 
Drei kleine Hunde, die man retten konnte.

Statt 
el que
 kann in gehobenerem Stil 
el cual
, 
la cual
, 
los cuales
, 
las cuales
 oder, personenbezogen, 
quien
, 
quienes
 gebraucht werden. – Beispiele:
 
Su madre, a la cual él adoraba, murió bastante joven
 
Seine Mutter, die er anbetete, starb ziemlich jung;

 
Se trata de dos médicos a quienes usted no conoce
 
Es handelt sich um zwei Ärzte, die Sie nicht kennen.
```

#### A+el queals indirektes Objekt
Auch als indirektes Objekt (in der Kasusterminologie Dativobjekt) kann die Form a + el que verwendet werden. – Beispiel:
```
 
Los mudéjares son los musulmanes a los que tras la Reconquista se les permitió quedarse en su lugar de residencia
 
Die Mudejares sind die Muslime, denen nach der Reconquista das Verbleiben an ihrem Wohnort erlaubt wurde.
```

- Statt el que kann in gehobenerem Stil el cual, la cual, los cuales, las cualess und, personenbezogen, quien, quienes gebraucht werden. – Beispiele:

```
 
Los políticos a los cuales pagamos para que administren nuestros impuestos
 
Die Politiker, denen wir zahlen, damit sie unsere Steuern verwalten
;
 
Esta es la escritora a quien dieron el premio
 
Das ist die Schriftstellerin, der sie die Urkunde für besondere Verdienste gaben.
```

#### Präposition +el que
Gilt auch für la que, los que, las que. Kann für Personen und sachen eingesetzt werden, aber auch als Präpositionalobjekt und des -ergänzung. – Beispiel:
```
 
Estas son las barcas 
con las que
 puedes remar.
 
Das sind die Boote, mit denen du rudern kannst.
```

### Lo que
Kann in der deutschen Sprache mit was wiedergegeben werden. Bezieht sich auf den ganzen (Haupt-)Satzinhalt oder auch auf Neutra, etwa todo oder esto.
- lo que schließt sich ans Neutrum todo an. – Beispiel:

```
 
Eso es todo lo que sé
 
Das ist alles, was ich weiß.
```

- lo que ist ein Neutrum zur Benennung von etwas, das unbekannt ist oder bleiben soll. – Beispiele:

```
 
Nunca somos lo que parecemos
 
Wir sind nie, was wir zu sein scheinen;

 
Lo que dice la Biblia
 
Was die Bibel sagt.
```

- lo que steht in einem weiterführenden Relativsatz, der sich auf den vorhergehenden Satzinhalt bezieht. – Beispiel:

```
 
Los colombianos se pusieron a bailar una cumbia, lo que desde luego animó considerablemente la fiesta
 
Die Kolumbianer tanzten eine Cumbia, was die Feier natürlich sehr belebte.
```

#### Präposition +lo que
Stellt einen Bezug zum vorausgegangenen Satz oder Sachverhalt her. Dies gilt auch für Sachverhalte, in denen nicht ohne weiteres von der Gegenwart eines Ereignisarguments ausgegangen werden kann, die also nur einen impliziten Bezug entwickelt haben. – Beispiel:
```
 
¿Te acuerdas de 
lo que
 te conté de mi amiga?
 
Kannst du dich daran erinnern, was ich dir von meiner Freundin erzählte?
```

### El cual
Ist in der deutschen Sprache wiedergebbar mit derjenige, der. Es bezieht sich dabei sowohl auf Personen als auch auf Sachen; mit und ohne vorangehendes Substantiv. Sie werden nach den Präpositionen por, de, para und speziell nach langen und zusammengesetzten Verhältniswörtern gebraucht.
- el cual, la cual, los cuales, las cuales gehören vornehmlich der Schriftsprache an. – Beispiele:

```
 
Las matemáticas son el alfabeto con el cual Dios ha escrito el universo
 
Die Mathematik ist das Alphabet, mit dem Gott das Universum geschrieben hat;

 
Un dispositivo por medio del cual se controla el flujo de agua
 
Eine Vorrichtung, mittels derer der Wasserfluss kontrolliert wird.
```

- el cual, la cual, los cuales, las cuales werden allein als textweiterführend in einem kommentierenden Relativsatz gebraucht. – Beispiel:

```
 
Compuso tres óperas neorrománticas, las cuales se estrenaron años después de su muerte
 
Er schrieb drei neuromantische Opern, welche erst Jahre nach seinem Tod uraufgeführt wurden.
```

### Lo cual
Lo cual bezieht sich auf den ganzen vorhergehenden Satzinhalt; es wird gebraucht als textweiterführend in einem kommentierenden Relativsatz, als das, was wiedergebbar. – Beispiele:
```
 
Nació en Ginebra y se educó en Múnich y Londres, lo cual explica su poliglotía
 
Er wurde in Genf geboren und ging zur Schule in München und London, was seine Mehrsprachigkeit erklärt
;
 
Estas palabras se usan delante de los nombres, a causa de lo cual se las llama preposiciones
 
Diese Wörter erscheinen vor den Nomen, weshalb sie Präpositionen genannt werden.
```

Wenn sich lo cual auf den gesamten vorangehenden Hauptsatz bezieht, sind folgende Ersatzformen möglich: y esto, cosa que oder auch lo cual.

### Quien
Im Deutschen wiederzugeben mit der, das, wer. Es bezieht sich dabei ausschließlich auf Personen, mit oder ohne vorangehende Substantive. Meist nach einsilbigen Präpositionen.

#### Alguien que bzw. nadie que
Anstelle von alguien que oder der Verneinung hiervon nadie que, also jemand, der oder niemand, lässt sich quien in das Satzkonstrukt einsetzen. – Beispiele:
```
 
No hay 
nadie que
 pueda ayudame
 
Gibt es nicht jemanden, der mir helfen kann
. Hierfür: 
No hay 
quien
 pueda ayudame.
```

### Cuyo
cuyo, cuya, cuyos, cuyas übersetzen dessen, deren, wobei die Kongruenz der spanischen Possessivrelativa mit dem nachfolgenden Substantiv erfolgt. Da es zur Bezeichnung der Besitzverhältnisse dient, richtet es sich im Genus und Numerus nach dem (folgenden) Besitzobjekt, -gegenstand und nicht wie im Deutschen nach dem (vorangehenden) genu-numeralen Eigenschaften des Besitzers. – Beispiele:
```
 
Una asociación cuyo objetivo es defender al fumador pasivo
 
Eine Vereinigung, deren Ziel die Verteidigung des Passivrauchers ist;

 
Carlos V, en cuyo imperio no se ponía el sol
 
Karl V., in dessen Reich die Sonne nicht unterging.
```

### Cuanto
cuanto, cuanta, cuantos, cuantas: Diese Formen werden traditionell als adverbios relativos (Relativadverbien) bezeichnet, sie haben aber Verwendungen, in denen sie als quantifizierende Pronomen fungieren und dekliniert werden. Dann dienen sie dazu, Anzahl und Menge von Personen und Gegenständen, Sachen zu beschreiben. In seiner neutralen Erscheinung cuanto wird eine Menge ohne Bezug auf ein vorangehendes Substantiv beschrieben. In Genus und Numerus veränderlich, wird es oft mit todo, toda, todos, todas oder tanto, tanta, tantos, tantas verwendet.

## Relativsatzeinleitende Adverbien
- Donde („wo, wohin“) dient zur Charakterisierung eines Ortes mit oder ohne Bezug auf ein vorangehendes Substantiv. Weitere Formen sind die Kombinationen mit einer Präposition, etwa adonde, de donde und por donde.
- Cuando („wenn, als“) dient zur Beschreibung von zeitlichen Geschehen mit oder ohne Bezug auf ein vorangehendes Substantiv.
- Como („wie“) steht mit oder ohne Bezug auf ein vorangehendes Substantiv.

## Relativsätze und Subjuntivo
Mit einem Relativsatz werden zusätzliche Erläuterungen zu einem Nomen oder Pronomen gegeben. Dazu wird aber kein neuer Satz begonnen, vielmehr handelt es sich bei einem Relativsatz um einen eingeleiteten Nebensatz (Attributsatz), das einleitende Wort hierfür ist das Relativpronomen. Welchen Modus man im Relativsätzen nutzt, also indicativo oder subjuntivo, ist nur für die restriktiven Relativsätze bedeutsam.
Wird mit dem Relativsatz eine Begebenheit beschrieben bzw. versprachlicht, die mit großer Wahrscheinlichkeit als wahr zu bezeichnen ist, so verwendet man den Modus des indicativo.
Bezieht sich aber der Relativsatz auf einen Inhalt, von den man nicht wissen kann, ob dieser tatsächlich existent sei, so wird im Spanischen der Modus des Subjuntivo eingesetzt. Wird also etwas Nichtbestimmtes, das nicht sicher existiert, angegeben, dessen Sein erwünscht, fraglich, unsicher, möglich, eingeschränkt, verneint, in Frage gestellt ist, sind die Relativsätze hypothetisch, zum Bezugswort und Hauptsatz, und werden in den Modus des Subjuntivo gesetzt.
Gefordert aber wird der Subjuntivo im verneinten Hauptsatz mit einem folgenden Relativsatz. – Beispiel mit dem Presente de subjuntivo von poder:
```
* 
No tengo amigas que 
puedan
 ayudarme
 
Ich habe keine Freundinnen, die mir helfen können.
```